# Gioan Kim Khẩu
Gioan Kim Khẩu (k. 347 – 407, tiếng Hy Lạp: Ἰωάννης ὁ Χρυσόστομος, Ioannes Chrysostomos) là Tổng giám mục thành Constantinopolis. Ông nổi tiếng bởi tài hùng biện trong thuyết giáo và diễn thuyết, bởi tính cương trực khi quở trách những hành vi lạm quyền trong giới lãnh đạo chính trị và tôn giáo và bởi quan điểm của ông về nếp sống khổ hạnh. Sau khi qua đời, ông được mệnh danh Chrysostomos, trong tiếng Hy Lạp nghĩa là "Miệng vàng" hay "Kim khẩu" nhằm xưng tụng khả năng hùng biện của ông.
Ông được hầu hết các giáo hội Kitô giáo tôn nhận là một vị thánh, và được Chính Thống giáo Đông phương xưng tụng là một trong ba giáo phụ vĩ đại (cùng với Basiliô Cả và Grêgôriô Nazianzênô). Ông cũng được Giáo hội Công giáo Rôma phong là một trong bốn đại Tiến sĩ Hội Thánh.

## Tiểu sử

### Thiếu thời và Học vấn
Gioan sinh năm 349 tại Antiochia, cha ông là một sĩ quan cao cấp, nhưng hiện vẫn chưa có sự đồng thuận về việc mẹ ông có phải là tín hữu Cơ Đốc hay không. Cha của Gioan chết sớm, cậu bé được chăm sóc bởi người mẹ. Ông chịu lễ rửa tội (báp têm) trong năm 368 hoặc 373 và được chọn làm người đọc Thánh thư trong nhà thờ. Nhờ những mối quan hệ của người mẹ, Gioan theo học một thầy giáo ngoại đạo Libanus. Trong thời gian này, Gioan nắm bắt những kỹ năng diễn thuyết, và bắt đầu ham thích ngôn ngữ và văn chương Hy Lạp. Tuy nhiên, khi trưởng thành, Gioan ngày càng quan tâm nhiều hơn về Kitô giáo, đến theo học môn thần học với Diodore thành Tarsus (về sau là một trong những thủ lĩnh trường phái Antioch). Gioan sống một đời khổ hạnh, khoảng năm 375, ông trở thành một nhà ẩn tu, suốt hai năm cứ đứng, hiếm khi ngủ, học thuộc lòng Kinh Thánh. Hậu quả là ông mắc bệnh dạ dày và thận mãn tính, suy nhược đến nỗi phải trở về Antioch.

### Antiochia
Năm 381, Gioan được Thánh Meletius thành Antiochia phong chức phó tế (deacon), đến năm 386 ông được Giám mục Flavian I thành Antiochia phong chức trưởng lão. Trải qua mười hai năm, ông nổi tiếng với tài hùng biện, nhất là biệt tài luận giải sâu sắc các đoạn Kinh Thánh, và những giáo huấn về các vấn đề đạo đức. Tác phẩm giá trị nhất của ông là "Tuyển tập Bài giảng", luận giải nhiều sách khác nhau trong Kinh Thánh. Gioan thường nhấn mạnh đến các việc bác ái, cũng như quan tâm đặc biệt đến các nhu cầu thể xác và tinh thần của người nghèo. Ông lớn tiếng chỉ trích sự lạm dụng, tính lãng phí, và lòng ham mê tích lũy của cải:
| “ | Anh em có muốn tôn vinh thân thể Chúa KiTô? Chớ xa lánh Chúa khi ngài đang trần truồng. Chớ tôn kính Chúa khi ngài mặc trang phục lụa là trong đền thờ, mà xa lánh Chúa khi ngài đang rách rưới, đói lạnh bên ngoài. Đấng đã nói: "Nầy là thân thể ta" cũng chính là đấng đã bảo "Vì ta đã đói, các ngươi không cho ta ăn", và "hễ các ngươi đã làm việc đó cho một người trong những người rất hèn mọn này của anh em ta, ấy là đã làm cho chính mình ta vậy"... Có ích gì khi đến trước bàn Tiệc Thánh (Bí tích Thánh thể) đầy những chén thánh mạ vàng trong khi anh em chúng ta đang chết vì đói ngoài kia? Hãy đi ra mà chăm sóc những người đói khát, rồi vào mà dự lễ trước bàn thờ. | ” |

Sự thấu hiểu trực tiếp ngôn từ Kinh Thánh của Gioan (đối nghịch với khuynh hướng luận giải Kinh Thánh theo nghĩa bóng thời ấy) cho thấy những chủ đề ông chọn đều tập chú vào việc giải thích và ứng dụng các giáo huấn vào cuộc sống hằng ngày. Cung cách thuyết giáo của Chrysostom giúp ông có được sự ủng hộ của đa số quần chúng. Ông thành lập một chuỗi các bệnh viện tại Constantinopolis để chăm sóc người nghèo.
Một sự kiện xảy ra ở Antioch cho thấy ảnh hưởng to lớn của Chrysostom thể hiện qua sức thuyết phục của các bài thuyết giáo. Người dân thành phố, trong lúc bạo loạn, đã chặt đứt tay chân các bức tượng của Hoàng đế Theodosius I và các thành viên hoàng tộc. Suốt trong những tuần lễ của kỳ Lễ Lá năm 397, Chrysostom thuyết giáo liên tiếp 28 bài giảng, vạch ra sự sai lầm của đám đông. Những bài giảng này có ảnh hưởng lâu dài đối với người dân thành phố: nhiều người tìm đến tiếp nhận đức tin Cơ Đốc. Nhờ đó, Hoàng đế nguôi cơn giận và những biện pháp trừng phạt cũng được giảm nhẹ.

### Tổng Giám mục thành Constantinope

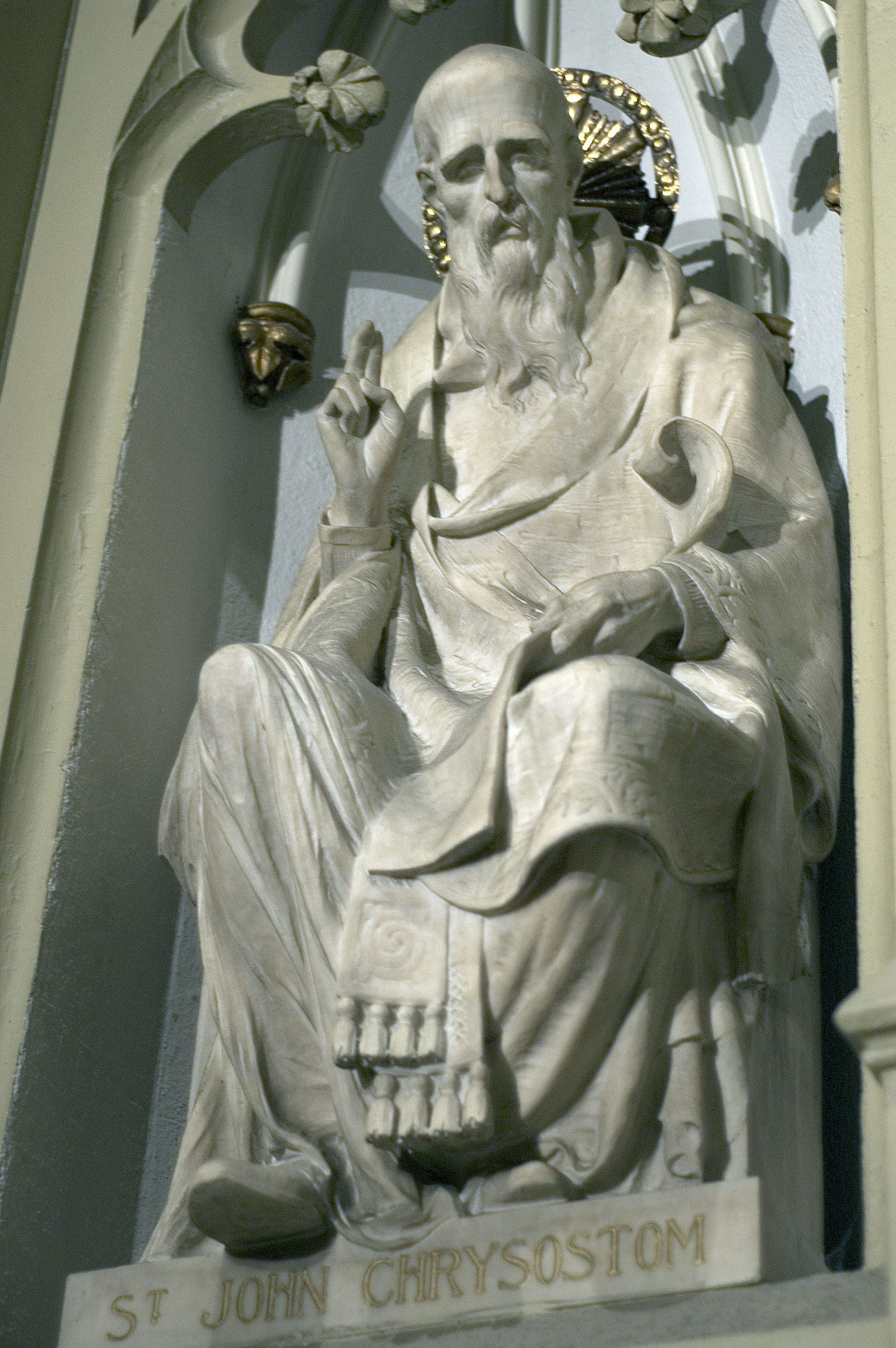
Tượng khắc Gioan Kim Khẩu tại Nhà thờ Chính tòa Thánh Patriciô, thành phố New York

Trái với ý nguyện, năm 398 Gioan được bổ nhiệm làm Tổng Giám mục Constantinopolis. Ông phàn nàn về việc nghi thức triều đình cho phép Tổng Giám mục hưởng những đặc ân lớn hơn các quan đại thần. Trong thời gian làm Tổng Giám mục, thái độ kiên quyết khi từ chối tổ chức các buổi lễ hội xa xỉ đã khiến ông rất được lòng dân, nhưng lại trở thành cái gai trong mắt tầng lớp giàu có và giới tăng lữ, trong khi những biện pháp cải cách của ông làm gia tăng sự bất bình trong giới tăng lữ.
Thời gian Chrysostom sống ở Constaninople xảy ra nhiều biến động hơn lúc ông ở Antioch. Theophilus, Thượng phụ thành Alexandria, do muốn cầm giữ Constantinopolis dưới ảnh hưởng của mình nên chống đối việc bổ nhiệm Chrysostom, và cáo buộc Gioan ủng hộ học thuyết Origen. Theophilus kỷ luật bốn tu sĩ Ai Cập vì họ theo Origen. Trong khi đó Chrysostom có thêm một kẻ thù đầy quyền lực là vợ của Hoàng đế Arcadius, Aelia Eudoxia. Eudoxia cho rằng những quở trách của Chrysostom về sự xa hoa trong trang phục là nhắm vào bà.
Tùy vào quan điểm cá nhân mà có người xem Gioan là thiếu tế nhị, trong khi những người khác ca ngợi sự can đảm của ông khi quở trách những thói xấu trong giới thượng lưu. Hầu như ngay lập tức, một liên minh được hình thành bởi Eudoxia, Theophilus và những người khác nhằm chống lại Gioan. Họ triệu tập một hội nghị trong năm 403 để buộc tội Gioan có liên hệ với tà giáo Origen. Kết quả là ông bị phế truất và lưu đày. Nhưng Arcadius triệu hồi ông về vì sự phẫn uất của dân chúng. Ngay trong đêm Gioan bị bắt giữ, xảy ra một trận động đất khiến Eudoxia xem đó là một dấu hiệu bày tỏ cơn thịnh nộ của Thiên Chúa. Dù vậy, tình trạng hòa bình giữa những người này kéo dài chẳng được bao lâu. Khi một bức tượng Eudoxia bằng bạc được dựng lên gần ngôi đại giáo đường của ông, Gioan đã lên tiếng đả kích các buổi lễ cung hiến bức tượng. Một lần nữa, Gioan bị lưu đày, lần này đến Causasus thuộc Armenia.
Giáo hoàng Innocent I phản kháng lệnh phát vãng nhưng không có kết quả. Trong khi đó, những bức thư của Gioan gây xôn xao tại Constantinople, và ông bị lưu đày xa hơn, đến Pitiunt (vùng Abkhazia thuộc Gruzia), ở đây phần mộ của ông trở thành nơi hành hương. Gioan chết trên đường lưu đày. Lời nói sau cùng của ông là, "δόξα τῷ θεῷ πάντων ἕνεκεν" (Nguyện Thiên Chúa được vinh hiển trong mọi sự!).

## Tác phẩm

### Bài giảng
Nổi tiếng là "nhà thuyết giáo vĩ đại nhất trong thời kỳ hội thánh đầu tiên", những bài giảng của Gioan có ảnh hưởng to lớn và lâu dài. Số lượng các bài giảng của ông rất lớn, bao gồm hàng trăm bài giảng theo cách giải nghĩa Kinh Thánh trong Tân Ước (đặc biệt là những thư tín của Sứ đồ Phaolô) và Cựu Ước (nhất là Sáng thế ký). Trong số các bài luận giải Kinh Thánh của Gioan có 67 bài giảng về Sáng thế ký, 59 bài về Thi thiên (Thánh vịnh), 90 bài về Phúc âm Matthew, 88 bài về Phúc Âm Gioan, và 55 bài về sách Công vụ các Sứ đồ.
Được ghi lại, sao chép và lưu hành, những bài giảng này thể hiện phong cách của Gioan, thẳng thắn và gần gũi; chúng cũng giúp định hình những chuẩn mực cho thuật hùng biện trong thời kỳ này. Nhìn chung, nền thần học được quảng bá qua nghệ thuật thuyết giáo theo cung cách của Gioan thể hiện những đặc điểm của trường phái Antioch (thiên về khuynh hướng luận giải các sự kiện Kinh Thánh theo nghĩa đen), mặc dù ông vẫn sử dụng thuật luận giải theo nghĩa bóng thường được cho là quen thuộc với trường phái Alexandria.

Bối cảnh tôn giáo và xã hội đương thời hình thành trong ảnh hưởng ngoại giáo lan tỏa cùng khắp trong nếp sống thường nhật của người dân thành phố. Một trong những chủ đề thường xuyên xuất hiện trong các bài thuyết giáo của Gioan nhắm vào ảnh hưởng ngoại giáo trên các phương tiện giải trí: nhà hát, đua ngựa, tiệc tùng hoan lạc vào các dịp lễ hội. Với mối quan tâm đặc biệt dành cho các tín hữu Cơ Đốc, có lần ông nhắc nhở họ,
| “ | Nếu quý vị hỏi (các Kitô hữu) xem Amos hoặc Obadiah là ai, hoặc có bao nhiêu vị sứ đồ và các nhà tiên tri, họ sẽ đứng yên câm lặng; nhưng nếu quý vị hỏi họ về các con ngựa đua hoặc các nài ngựa, họ sẽ trả lời cách hào hứng và trang nghiêm còn hơn các nhà thông thái hoặc các nhà hùng biện. | ” |

Một trong những điểm đặc trưng được tìm thấy trong các bài thuyết giáo của Gioan Kim Khẩu là việc nhấn mạnh đến bổn phận chăm sóc những người nghèo khó. Được soi dẫn từ những giáo huấn chép trong Phúc âm Mátthêu, ông kêu gọi người giàu từ bỏ những tham vọng vật chất mà quan tâm nhiều hơn đến người nghèo. Gioan thường sử dụng các kỹ năng hùng biện để phô bày sự hợm hĩnh của những người giàu vô cảm:
| “ | Các ngươi tôn trọng chất cặn bã của cơ thể mình bằng cách đựng chúng trong bô nạm bạc, trong khi những người chung quanh, là những tạo vật được dựng nên theo hình ảnh của Thiên Chúa, đang chết dần mòn trong đói lạnh. | ” |

### Phụng vụ
Một trong những di sản có giá trị lâu dài của Gioan Kim Khẩu là các tác phẩm của ông về phụng vụ. Ông góp phần làm hài hòa đời sống nghi thức của hội thánh bằng cách nhuận chánh lời cầu nguyện và các đoạn quan trọng trong Thần Phụng vụ (Divine Liturgy), và trong phần nghi lễ dành cho Lễ Tiệc Thánh (Bí tích Thánh thể). Cho đến nay, Chính thống giáo hội Đông phương và các Giáo hội Công giáo Đông phương khác vẫn cử hành thánh lễ theo Thẩn Phụng vụ của ông.

## Di sản

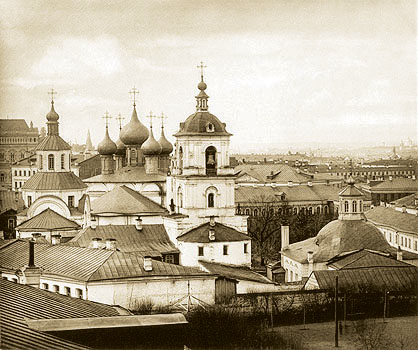
Tu viện Chrysostom tại Moskva (1882).

Do giới tăng lữ tại Constantinople là nguyên cớ gây ra những chỉ trích nhắm vào cuộc sống giàu sang và lòng ham mê trần tục của họ, Gioan bày tỏ quyết tâm cải tổ hệ thống tăng lữ tại đây. Tuy nhiên, những nỗ lực của ông vấp phải sự chống trả mãnh liệt, và chỉ thu được kết quả rất hạn chế. Chrysostom là nhà thuyết giáo tài năng. Trong cương vị một nhà thần học, ông vẫn được xem là tiếp tục duy trì ảnh hưởng lên Cơ Đốc giáo phương Đông, và là học giả nhiều ảnh hưởng nhất của Giáo hội Hy Lạp, mặc dù ít có ảnh hưởng lên Cơ Đốc giáo phương Tây. Hơn bất cứ giáo phụ Hy Lạp nào khác, các tác phẩm của Gioan vẫn còn được yêu thích cho đến ngày nay. Ông bác bỏ cách luận giải Kinh Thánh theo nghĩa bóng, nhưng luận giải cách khúc chiết, và tìm cách ứng dụng các bài học rút ra từ Kinh Thánh vào cuộc sống hằng ngày.
Sự kiện Gioan Kim Khẩu bị lưu đày cho thấy vào lúc ấy quyền lực thế tục đang khống chế Giáo hội Đông phương, cũng như hé lộ những tranh chấp giữa Constantinople và Alexandria nhằm giành quyền kiểm soát giáo hội. Trong khi đó, từ thế kỷ thứ tư, ưu thế vượt trội của Rôma là không còn gì để tranh cãi. Tuy nhiên, cũng cần lưu ý rằng mặc dù ảnh hưởng ngày càng phát triển của Giáo hoàng, sự kiện lời kháng nghị của Innocent I không được chấp thuận cho thấy sức mạnh thế tục của Giám mục thành Rôma không có mấy tác dụng tại phương Đông vào thời kỳ ấy.

### Tác phẩm
- The Divine Liturgy of St. John Chrystosom Lưu trữ ngày 5 tháng 2 năm 2012 tại Wayback Machine
- Writings of Chrysostom in the Christian Classics Ethereal Library edition of the Nicene and Post-Nicene Fathers:
  - On the Priesthood, Ascetic Treatises, Select Homilies and Letters, Homilies on the Statutes
  - Homilies on the Gospel of St. Matthew '
  - Homilies on the Acts of the Apostles and the Epistle to the Romans
  - Homilies on First and Second Corinthians
  - Homilies on the Epistles to the Galatians, Ephesians, Philippians, Colossians, Thessalonians, Timothy, Titus, and Philemon
  - Homilies on the Gospel of St. John and the Epistle to the Hebrews
- The Hieratikon Easter Sermon of St. John Chrysostom
- Eight Homilies Against the Jews Lưu trữ ngày 14 tháng 8 năm 2014 tại Wayback Machine
- Opera Omnia by Migne Patrologia Graeca with analytical indexes